# Арамиль (станция)
Арами́ль — узловая станция Свердловской железной дороги. Расположена в одноимённом посёлке Арамильского городского округа, в Сысертском районе Свердловской области, в 5 километрах от города Арамили. Находится на пересечении линии Екатеринбург — Каменск-Уральский и южного обхода Екатеринбургского железнодорожного узла Решёты — Седельниково — Косулино. Входит в Екатеринбургский центр организации работы железнодорожных станций ДЦС-2 Свердловской дирекции управления движением. Линии во всех направлениях электрифицированы на постоянном токе 3кВ.

## История
Первоначально станция носила название Вьюхино. Приказом МПС от 28.04.1963 №Г-10739 станция Вьюхино Свердловской железной дороги была переименована в станцию Арамиль.
До переименования станции название Арамиль носила нынешняя станция Сысерть на линии Свердловск — Верхний Уфалей, переименованная тем же приказом МПС от 28.04.1963 №Г-10739.

## Инфраструктура
Имеются две низкие пассажирские платформы: одна боковая у 1 пути (5-го станционного) ближайшего к зданию вокзала, вторая — островная, между 3 и 4 путями (I и II — главными). Для перехода через железнодорожные пути и выхода на платформы имеется пешеходный мост. У 8-го станционного пути имеются две грузовые повышенные платформы.
К станции примыкают пути Арамильского мукомольного комбината, грузовой контейнерной площадки и тяговой подстанции ЭЧЭ-232.

## Пассажирское движение
На станции останавливаются электропоезда, следующие из Екатеринбурга на Каменск-Уральский (в том числе скоростной электропоезд «Ласточка»).
До 2015 года осуществлялось курсирование рабочих электропоездов из Екатеринбурга до станции Седельниково на южном обходе (две пары в сутки) со сменой направления движения по станции.